# Meiostemon humbertii
Meiostemon humbertii är en tvåhjärtbladig växtart som först beskrevs av Joseph Marie Henry Alfred Perrier de la Bâthie, och fick sitt nu gällande namn av Arthur Wallis Exell och Stace. Meiostemon humbertii ingår i släktet Meiostemon och familjen Combretaceae. Inga underarter finns listade i Catalogue of Life.